# James Omondi (boxe anglaise)
Pour les articles homonymes, voir James Omondi.
James Omondi est un boxeur kényan né le 17 février 1958.

## Carrière
James Omondi est médaillé d'or aux championnats d'Afrique de Kampala en 1983 dans la catégorie des poids lourds.
Aux Jeux olympiques d'été de 1984 à Los Angeles, où il est le porte-drapeau de la délégation kényane, il est éliminé au premier tour dans la catégorie des poids lourds par l'Italien Angelo Musone.